# العلاقات السنغالية الإريترية
العلاقات السنغالية الإريترية هي العلاقات الثنائية التي تجمع بين السنغال وإريتريا.

## مقارنة بين البلدين
هذه مقارنة عامة ومرجعية للدولتين:
| وجه المقارنة                                              | السنغال                                              | إريتريا                                      |
| --------------------------------------------------------- | ---------------------------------------------------- | -------------------------------------------- |
| المساحة (كم2)                                             | 196.72 ألف                                           | 117.60 ألف                                   |
| عدد السكان (نسمة)                                         | 15.85 مليون                                          | 6.33 مليون                                   |
| الكثافة السكانية (ن./كم²)                                 | 80.57                                                | 53.83                                        |
| العاصمة                                                   | داكار                                                | أسمرة                                        |
| اللغة الرسمية                                             | لغة فرنسية، اللغة الولوفية، باديارا ‏، اللغة البلنتية | اللغة التغرينية، اللغة العربية، لغة إنجليزية |
| العملة                                                    | فرنك غرب أفريقي                                      | ناكفا                                        |
| الناتج المحلي الإجمالي (بليون دولار)                      | 16.37 مليار                                          | 2.61 مليار                                   |
| الناتج المحلي الإجمالي (تعادل القوة الشرائية) بليون دولار | 36.62 مليار                                          |                                              |
| الناتج المحلي الإجمالي الاسمي للفرد دولار أمريكي          | 899                                                  |                                              |
| الناتج المحلي الإجمالي للفرد دولار أمريكي                 | 2.33 ألف                                             |                                              |
| مؤشر التنمية البشرية                                      | 0.466                                                | 0.391                                        |
| رمز المكالمات الدولي                                      | +221                                                 | +291                                         |
| رمز الإنترنت                                              | .sn                                                  | .er                                          |
| المنطقة الزمنية                                           | 00                                                   | ت ع م+03:00                                  |

## منظمات دولية مشتركة
يشترك البلدان في عضوية مجموعة من المنظمات الدولية، منها:
| علم المنظمة | اسم المنظمة                                 | تاريخ انضمام السنغال | تاريخ انضمام إريتريا |
| ----------- | ------------------------------------------- | -------------------- | -------------------- |
|             | مؤسسة التمويل الدولية                       | 31 أغسطس 1962        | 11 أكتوبر 1995       |
|             | منظمة حظر الأسلحة الكيميائية                | ?                    | ?                    |
|             | البنك الإفريقي للتنمية                      | ?                    | ?                    |
|             | يونسكو                                      | 10 نوفمبر 1960       | 2 سبتمبر 1993        |
|             | الأمم المتحدة                               | 28 سبتمبر 1960       | 28 مايو 1993         |
|             | الاتحاد الدولي للاتصالات                    | 15 نوفمبر 1960       | 6 أغسطس 1993         |
|             | منظمة الشرطة الجنائية الدولية               | ?                    | ?                    |
|             | البنك الدولي للإنشاء والتعمير               | 31 أغسطس 1962        | 6 يوليو 1994         |
|             | الاتحاد البريدي العالمي                     | ?                    | ?                    |
|             | مؤسسة التنمية الدولية                       | 31 أغسطس 1962        | 6 يوليو 1994         |
|             | الاتحاد الأفريقي                            | ?                    | ?                    |
|             | وكالة ضمان الاستثمار متعدد الأطراف          | 12 أبريل 1988        | 10 سبتمبر 1996       |
|             | مجموعة دول أفريقيا والكاريبي والمحيط الهادئ | ?                    | ?                    |

## وصلات خارجية
- موقع وزارة الخارجية السنغالية